# Heliconius dryalus
Heliconius dryalus är en fjärilsart som beskrevs av Carl Heinrich Hopffer 1869. Heliconius dryalus ingår i släktet Heliconius och familjen praktfjärilar. Inga underarter finns listade i Catalogue of Life.